# Microorganismes del sòl

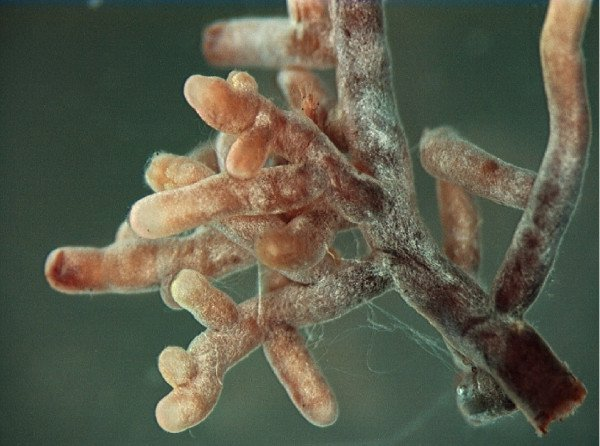
Microfotografia d'un fong micorrízic del sòl (del gènere Amanita)

Els microorganismes del sòl, és a dir la fauna i la flora del sòl són més importants del que es pugui suposar. En el sòl els organismes i els microorganismes permeten que el cicle dels nutrients es faci adequadament.
Especialment la zona de la rizosfera (zona del sòl immediata a les arrels) és molt rica en microorganismes, els quals emmagatzemen nutrients en els seus teixits, i sovint són capaços d'aprofitar millor que no pas les plantes alguns recursos. Els microorganismes que participen en la degradació de substàncies orgàniques són també molt necessaris i beneficiosos.
És molt important l'acció de determinats bacteris per la fixació de nitrogen atmosfèric que finalment s'incorpora a terra.
La micorrizació estableix una relació simbiòtica entre les arrels de les plantes i un fong.

## Influència dels microorganismes del sòl
Els factors com el contingut de matèria orgànica, estructura del sòl, contingut de nutrients, cicle de nutrients, disponibilitat de nutrients i la capacitat d'emmagatzemament d'aigua estan influenciats o depenen dels microorganismes del sòl.

## Tipus
- Microartròpodes
- Nematodes:
- Bacteris: són superiors en nombre a tots els altres organismes, n'hi ha de tota classe: autotròfics, heterotròfics, aerobis i anaerobis. Utilitzant tècniques d'anàlisi genètic s'ha estimat que en una culleradeta de cafè del sòl hi ha unes 10.000 espècies diferents de bacteris.[2]
- Fongs: En el sòl n'hi ha centenars d'espècies, generalment prop de la superfície on les condicions són aeròbies. Són els fongs els que descomponen la cel·lulosa, lignina i pectina. A més milloren l'estructura física del sòl mitjançant l'acumulació dels seus micelis i la formació d'agregats que ajuden a retenir l'aigua.
- Algues: Principalment són algues verdes i diatomees situades a la superfície, ja que els cal la llum per a fotosintetitzar. En sòls erosionats o desèrtics hi juguen un gran paper, ja que en ser fotosintètics acumulen matèria orgànica a la zona.
- Protozous: Importants en la cadena alimentària, ja que es mengen els bacteris controlant-ne la proliferació.
- Virus: Aquest grup inclou fags, virus de plantes i virus d'animals.

## Interacció entre els microorganismes del sòl
Relacions simbiòtiques:
- Neutralisme: en aquesta relació dues espècies ocupen el mateix ambient sense que una afecti l'altra (neutral).
- Mutualisme: és una associació on cadascun dels organismes implicats se'n beneficien (relació positiva).
- Comensalisme:un organisme se'n beneficia sense afectar negativament l'altre (relació positiva). Un exemple és la degradació que fan els fongs de la cel·lulosa a glucosa i altres compostos, els bacteris no poden degradar cel·lulosa, però sí glucosa beneficiant-se'n.
- Antagonisme: quan una espècie afecta adversament l'ambient d'una altra espècie, produint diverses substàncies inhibidores o antibiòtiques (relació negativa). Un exemple es veu en la producció de substàncies inhibidores com:
  - antibiòtics: És usual que un organisme produeixi de 5 a 6 diferents agents antimicrobians.
  - cianur (produït per fongs)
  - metà
  - sulfurs
  - enzims lítics (que trenquen la paret cel·lular dels bacteris)
- Competència: És una associació negativa que resulta de la competència entre espècies per nutrients essencials
- Parasitisme:Un organisme viu dins a sobre o dins de l'altre i el paràsit se n'alimenta (relació negativa).

## Paper biogeoquímic dels microorganismes del sòl
Els microorganismes del sòl mineralitzen convertint compostos orgànics complexos en compostos inorgànics simples i elements constitutius. Els microorganismes estan implicats en els cicles del nitrogen, carboni, sofre i fòsfor. També ho estan en els cicles del ferro, manganès, mercuri, seleni, zinc i potassi.